# Lim Na-young
Im Na-young (hangul: 임나영; hanja: 林娜榮; rr: Im Na-yeong; MR: Im Na-yŏng; Asan, 18 de dezembro de 1995), mais conhecida apenas como Nayoung (hangul: 나영), é uma cantora, rapper e compositora sul-coreana.
Tornou-se popularmente conhecida por finalizar o reality show Produce 101 em 10º lugar, integrando o grupo temporário I.O.I. O grupo só esteve ativo por cerca de um ano antes de se separar em janeiro de 2017. Mais tarde naquele ano, Nayoung retornou à Pledis Entertainment e estreou como integrante do grupo Pristin em março de 2017. Em maio de 2019, Pristin chegou ao fim e, mais tarde naquele ano, Im deixou a empresa e assinou um contrato exclusivo com a Sublime Artist Agency para suas futuras atividades solo. No dia 24 de março de 2021, foi lançado o primeiro filme que a atriz participou, Twenty hacker, junto com a musica "Not Just Friends", que esta inclusa na trilha sonora do filme.

## Biografia
Na-young nasceu em 18 de dezembro de 1995 em Asan, Chungcheongnam-do, na Coreia do Sul, mas mudou-se com sua família para Seul. Em fevereiro de 2011, formou-se na Yang Middle School e, no mesmo ano, tornou-se trainee da Pledis Entertainment. Posteriormente ela foi aceita na Universidade de Mulheres de Dongbuk como aluna do curso de entretenimento, formando-se em agosto de 2020.
Em meados de 2011, Nayoung estava preparando-se para estrear no grupo feminino After School, mas foi descartada por conta da pouca idade. Ela novamente foi escolhida para juntar-se ao grupo feminino Hello Venus, mas também foi eliminada.

## Carreira

### 2016-2018: Produce 101, I.O.I e Pristin
De 22 de janeiro a 1 de abril de 2016, Nayoung participou do reality show Produce 101, que visava formar um grupo temporário com onde garotas de várias empresas de entretenimento distintas que iria promover durante um ano sob o selo da gravadora YMC Entertainment.  Cinco outras estagiárias da Pledis foram eliminadas, enquanto Nayoung e Kyulkyung chegaram à formação final do I.O.I, que estreou oficialmente em 4 de maio de 2016 com o lançamento do single "Dream Girls", em conjunto de seu extended play Chrysalis.
Em janeiro de 2017, a Pledis anunciou que Nayoung e Kyulkyung estavam preparando-se para estrear no grupo feminino "Pledis Girlz". Enquanto Im e Zhou promoviam sob o I.O.I, Pledis Girlz realizou vários concertos e lançou o single pré-estreia "We", em 27 de junho de 2016. Posteriormente a musica seria regravada para incluir os vocais das duas.
Em 6 de janeiro de 2017, o Pledis Girlz realizou seu último concerto, intitulado Bye & Hi, anunciando seu nome oficial, "Pristin", uma junção de "prismático" (brilhante e claro) e "elastina" (força impecável). Em 29 de janeiro, foi anunciado o fi do contrato do I.O.I. Em 2 de março, a Pledis Entertainment anunciou a estreia oficial de Pristin através de uma imagem promocional. Em 27 de março, o grupo realizou sua estreia oficial, lançando seu extended play, Hi! Pristin, e seu single, "Wee Woo".
Em maio de 2018, Im foi revelada como parte da formação da primeira subunidade, chamada Pristin V. A unidade estreou em 28 de maio com o lançamento do CD single, Like a V, em conjunto de seu single, "Get It".

### 2019-presente: Fim de Pristin e mudança de agência
Em 24 de maio de 2019, foi oficialmente anunciado o fim do Pristin, grupo que Im fez parte por mais de 2 anos. Em 22 de agosto de 2019, ela assinou um contrato exclusivo com a Sublime Artist Agency. Quatro dias depois, Nayoung foi nomeada embaixadora promocional do destino turístico de Insa-dong.
Em 2020, Im participou do seu primeiro drama na nova agência, Flower of Evil, interpretando a versão adolescente da personagem Do Hae-soo.
Em 24 de março de 2021, foi lançado o primeiro filme que a atriz participou, Twenty hacker, junto com a musica "Not Just Friends", que esta presente na trilha sonora do filme. Posteriormente no dia 15 de abril ela lançou outras duas musicas para a trilha sonora "With all my heart" e "Like the two of us". No dia 30 de março ela estrelou o web drama Summer Guys, junto da ex colega de grupo Kang Mi-na. Posteriormente no dia 7 de abril, ela lançou a musica "So So" para a trilha sonora da série. Em 19 de abril, Nayoung participou como atriz principal do drama Over To You da KBS1, interpretando a personagem Hyun Ah.
Em 4 de maio, Im participou de uma live comemorativa de 5 anos do grupo I.O.I, intitulada I.5.I -Yes I Love It!. Em 7 de maio, ela participou no novo drama da KBS2 chamado Imitation, ao lado de Park Ji-yeon. Em junho foi confirmado que Lim faria sua estreia no teatro, com o musical I Loved You, que acontecera durante o mês de agosto do mesmo ano.
Em dezembro foi relatado que Im participaria da serie de terror 4 Minutes, 44 Seconds.

## Discografia

### Singles
| Título       | Ano  | Melhores posições nas paradas | Vendas          | Álbum               |
| Título       | Ano  | KOR                           | Vendas          | Álbum               |
| ------------ | ---- | ----------------------------- | --------------- | ------------------- |
| "Pick Me"    | 2016 | 9                             | - KOR: 893,723+ | Sem álbum           |
| "Fingertips" | 2016 | 21                            | - KOR: 394,446+ | 35 Girls 5 Concepts |

### Trilha Sonora
| Título               | Ano  | Melhores posições nas paradas | Álbum                    |
| Título               | Ano  | KOR                           | Álbum                    |
| -------------------- | ---- | ----------------------------- | ------------------------ |
| "Not Just Friends"   | 2021 | –                             | Twenty Hacker OST Part 1 |
| "So So"              | 2021 | –                             | Summer Guys OTS Part 2   |
| "With all my heart"  | 2021 | –                             | Twenty Hacker OST Part 4 |
| "Like the two of us" | 2021 | –                             | Twenty Hacker OST Part 4 |

### Composições
Todos os créditos das músicas são adaptados do banco de dados da Korea Music Copyright Association.
| Canção             | Ano  | Artista | Álbum                    | Letra     | Letra                                             |
| Canção             | Ano  | Artista | Álbum                    | Creditada | Com                                               |
| ------------------ | ---- | ------- | ------------------------ | --------- | ------------------------------------------------- |
| "I.O.I (INTRO)"    | 2016 | I.O.I   | Chrysalis                | Sim       | Yoojung                                           |
| "Dream Girls"      | 2016 | I.O.I   | Chrysalis                | Sim       | Famous Bro e Yoojung                              |
| "More More"        | 2016 | I.O.I   | Miss Me?                 | Sim       | Rhymer e Yoojung                                  |
| "Be The Star"      | 2017 | Pristin | Hi! Pristin              | Sim       | Eunwoo                                            |
| "You're My Boy"    | 2017 | Pristin | Schxxl Out               | Sim       | Iggy, Youngbae, Roa, Rena, Sungyeon, Xiyeon, Kyla |
| "Not Just Friends" | 2021 | Nayoung | Twenty Hacker OST Part 1 | Sim       | 정상교 e 이갱                                     |

## Videografia

### Videoclipes
| Canção                   | Ano  | Artista   |
| Solo                     | Solo | Solo      |
| ------------------------ | ---- | --------- |
| "Not Just Friends"       | 2021 | Nayoung   |
| Aparições em videoclipes |      |           |
| "Why Are We?"            | 2014 | TROY      |
| "Game Over"              | 2014 | Kye Bumzu |
| "Man of The Year"        | 2015 | Hanhae    |
| "If You"                 | 2016 | Ailee     |

## Filmografia

### Filme
| Ano  | Título        | Título      | Personagem   | Nota            |
| Ano  | Inglês        | Coreano     | Personagem   | Nota            |
| ---- | ------------- | ----------- | ------------ | --------------- |
| 2021 | Twenty Hacker | 트웬티 해커 | Park Joo-hee | Atriz principal |

### Televisão
| Ano  | Título                      | Título            | Canal       | Personagem  | Nota(s)                        | Ref.          |
| Ano  | Inglês                      | Coreano           | Canal       | Personagem  | Nota(s)                        | Ref.          |
| ---- | --------------------------- | ----------------- | ----------- | ----------- | ------------------------------ | ------------- |
| 2016 | Entourage                   | 안투라지          | tvN         | Ela mesma   | Aparição especial (episódio 1) | [ 38 ] [ 39 ] |
| 2020 | Flower of Evil              | 악의 꽃           | tvN         | Do Hae-soo  | Atriz coadjuvante              |               |
| 2021 | Summer Guys                 | 썸머가이즈        | AbemaTV     | Yeom Ah-ran | Atriz principal                |               |
| 2021 | Over To You                 | 나의 너에게       | KBS1        | Hyun Ah     | Atriz principal                |               |
| 2021 | Imitation                   | 이미테이션        | KBS2        | Hyun Ji     | Atriz coadjuvante              |               |
| 2021 | Exciting Broadcast Accident | 두근두근 방송사고 | Sherry Shop | Yoon Yi-seo | Atriz principal                | [ 40 ]        |
| TBD  | 4 Minutes 44 Seconds        | 4분 44초          |             |             | Atriz principal                | [ 41 ]        |

### Programas de variedades
| Ano  | Título                  | Canal                   | Nota(s)                     | Ref.   |
| ---- | ----------------------- | ----------------------- | --------------------------- | ------ |
| 2016 | Produce 101             | Mnet                    | Concorrente, terminou em 10 |        |
| 2018 | Can Love Be Translated? | XtvN                    | Elenco regular              | [ 42 ] |
| 2019 | Beauty Time             | Lifetime Korea          | Apresentadora               |        |
| 2020 | Hidden Singer: Season 6 | jTBC                    | Episódio 5                  | [ 43 ] |
| 2021 | We're Family            | MBC / Discovery Channel | Elenco regular              | [ 44 ] |
| 2022 | Hye Won Court           |                         | Episódio 2                  | [ 45 ] |

## Teatro
| Ano  | Título      | Título     | Personagem  | Nota(s) | Ref.   |
| Ano  | Inglês      | Coreano    | Personagem  | Nota(s) | Ref.   |
| ---- | ----------- | ---------- | ----------- | ------- | ------ |
| 2021 | I Loved You | 사랑했어요 | Kim Eun-joo |         | [ 31 ] |